# Infraestructura Paneuropea de Directorios de Especies
La Infraestructura Pan-Europea de directorios de eSpecies (PESI) proporciona un mecanismo para distribuir la información de las especies que habitan Europa, y que se han reflejado en una base de datos integral (EU-nomen), verificada  y anotada. Su objetivo es cubrir la región biogeográfica del Paleártico Occidental. 
EU-nomen permite el uso correcto de los nombres de especies y su clasificación para una adecuada gestión de la información sobre animales y plantas. Es el primer inventario completo de taxones de las especies europeas y sirve como estándar taxonómico y columna vertebral para los estudios biogeográficos en Europa.
El núcleo de UE-nomen lo componen cinco redes comunitarias, con nomenclaturas comunes, de Zoología, Botánica, Biota Marina, Micología y Ficología. Estas cinco redes son:
- Euro + Med PlantBase (E+M)
- Fauna Europaea Archivado el 2 de junio de 2017 en Wayback Machine. (FaEu)
- Registro Europeo de Especies Marinas (ERMS) y
- Species Fungorum Europe (SF-EU)

PESI proporciona información taxonómica estandarizada y autorizada, asegura e integra los distintos registros y nomenclatores de nombres de especies, taxonómicamente autorizados, de Europa (bases de datos de nombres) y las redes de expertos asociados que sustentan la gestión de la biodiversidad en Europa.
PESI se financió en el 7.º Programa Marco de la Unión Europea, dentro del programa de Infraestructuras de Investigación, (2008-2011).